# Aimutin Laran
Aimutin Laran (deutsch Zentral-Aimutin) ist ein Stadtteil der osttimoresischen Landeshauptstadt Dili im Suco Comoro (Verwaltungsamt Dom Aleixo, Gemeinde Dili).

## Geographie
Aimutin Laran bildet den Südwesten des Stadtteils Aimutin. Sie liegt in der Aldeia São José, in etwa zwischen der Avenida Nicolau Lobato im Norden, der Rua Hás-Laran im Osten, der Rua de Has Fuan Tebar und der Rua Hás-Laran im Westen. Aimutin Laran liegt auf einer Meereshöhe von 64 m. Nördlich liegt der Stadtteil Aimutin 1, östlich Aimutin 2 und westlich Haslaran.

## Einrichtungen
In Aimutin Laran befinden sich das São José Medical Centre und das Nonnenkloster Irmãs Franciscanas da Divina Providência.